# دعم الحياة المتقدم في طب التوليد
دعم الحياة المتقدم في طب التوليد (ALSO) (بالإنجليزية: Advanced Life Support in Obstetrics)‏ هو ايضاً برنامج طُور بواسطة الأكاديمية الأمريكية لأطباء الأسرة. تساعد هذه الدورة الأطباء، والممرضات القابلات المجازات، والممرضات المسجلات، ومقدمي الرعاية الصحية الآخرين المشاركين في حالات الطوارئ المحتمل حدوثها في رعاية الأمهات في أثناء فترة الولادة.
هذه الدورة مهمة، وحتى مطلوبة في بعض المستشفيات لأطباء ممارسة الأسرة، وكذلك أداة تعليمية في معظم برامج الإقامة لممارسة طب الأسرة.
دعم الحياة المتقدم في طب التوليد طُور من قبل د. داموس ود. بيزلي من قسم طب الأسرة في جامعة ويسكونسن. تهدف أيضاً إلى التقليل من نسبة الأمراض والوفيات لكل من الأم والطفل، تقوم بذلك أيضاً عن طريق دمج كل من الأيدي التعليمية والعملية في محطات العمل من العارضات الواقعية. شمل مواضيع الولادة المهبلية المساعدة، ومراقبة الجنين، وخلل التوتر العضلي الجنيني، وإنعاش الولد، وإدارة الولادة المبكرة، وإدارة نزيف ما بعد الولادة إلى جانب الملقط، والولادة بمساعدة الفراغ.
يجب على المشاركين اجتياز اختبار كتابي بالإضافة إلى إدارة عملية لحالة الولادة ( الولادة الضخمة ) تتضمن العديد من العناصر المستفادة طوال الدورة. تساعد أيضاً في تقديم نفس الوظيفة مثل: دعم الحياة المتقدم من خلال الصدمات، ودعم الحياة القلبي المتقدم، للمساعدة في إبقاء الأطباء الذين يعملون مع سكان الريف أو السكان الذي ينقصهم المعرفة بعلم الطب والمناهج المستندة إلى الأدلة.
على الرغم من ان أطباء الأسرة الكنديين اتبعو ايضاًً الدورة، فقد طورت كلية أطباء الأسرة في كندا برنامجاً مشابهاً بعنوان العمل المتقدم وإدارة المخاطر، والذي يخدم نفس الغرض ايضاً.  